# 押部谷町

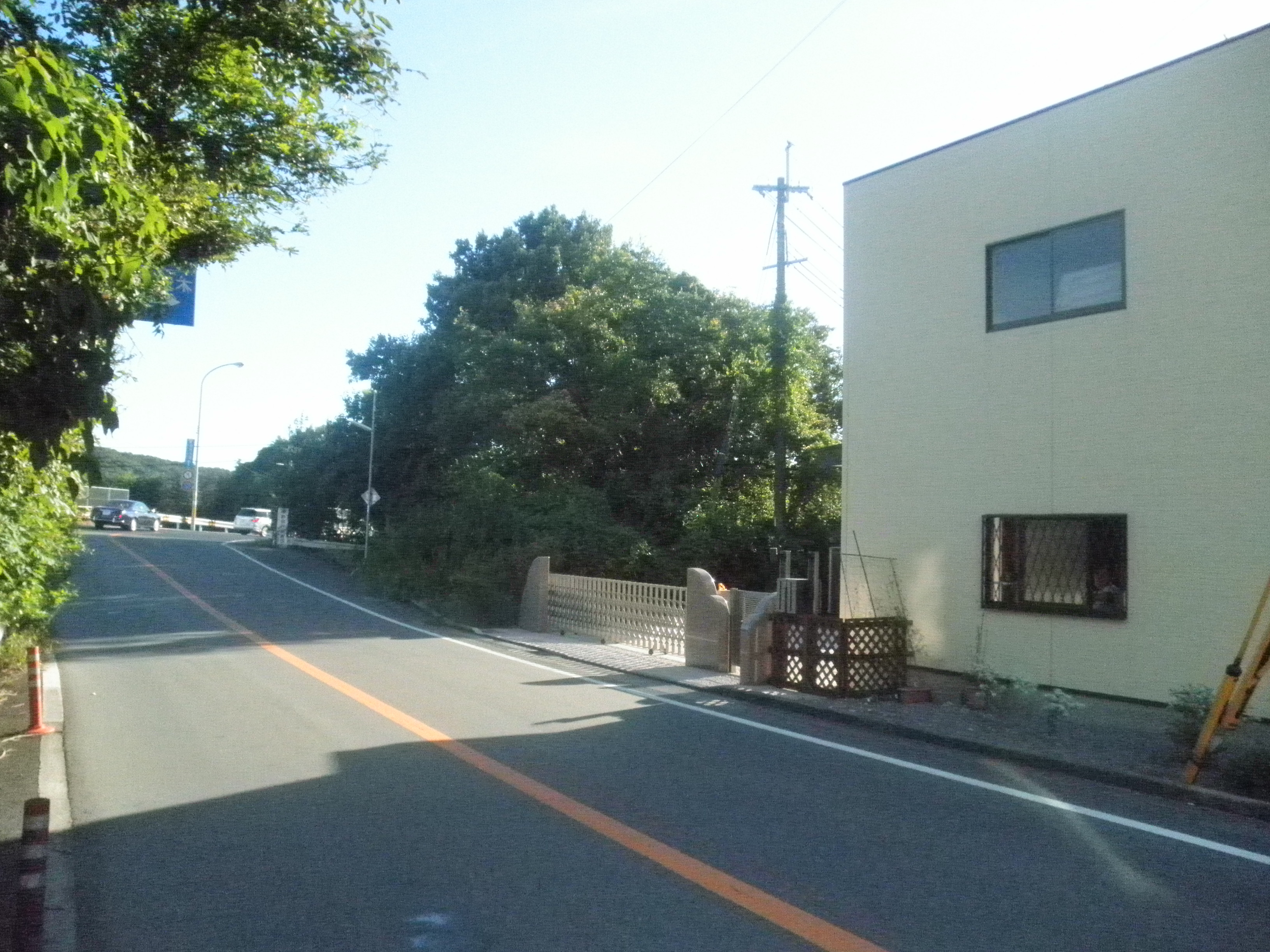
押部谷町福住

押部谷町（おしべだにちょう）は兵庫県神戸市西区の地域冠称である。本項では同一地域にかつて所在した明石郡押部谷村（おしべだにむら）についても記す。

## 地理

### 川
- 明石川

### 峠
- 笠松峠

## 歴史

### 沿革
- 1889年（明治22年）4月1日 - 町村制施行により明石郡押部谷村が成立。
- 1947年（昭和22年）3月1日 - 岩岡村・伊川谷村・平野村・神出村・櫨谷村・玉津村とともに神戸市へ編入され、垂水区押部谷町となる。
- 1982年（昭和57年）8月1日 - 垂水区の分区により西区押部谷町となる。

### 村時代の人口・世帯数
- 1905年 - 3765人604世帯
- 1921年 - 3536人675世帯
- 1930年 - 3505人657世帯
- 1940年 - 3443人649世帯

## 経済

### 産業
- 農業

『大日本篤農家名鑑』によれば、押部谷村の篤農家は「藪内正夫、藤本太右衛門、大西密治、大中役松、山口常七、寺口直三」などである。

## 地域

### 商業施設
- 業務スーパー押部谷店
- ナフコ神戸西店
- 生活協同組合コープこうべ月が丘店
- ガスト押部谷店
- メガネの三城緑が丘店

### 住宅地

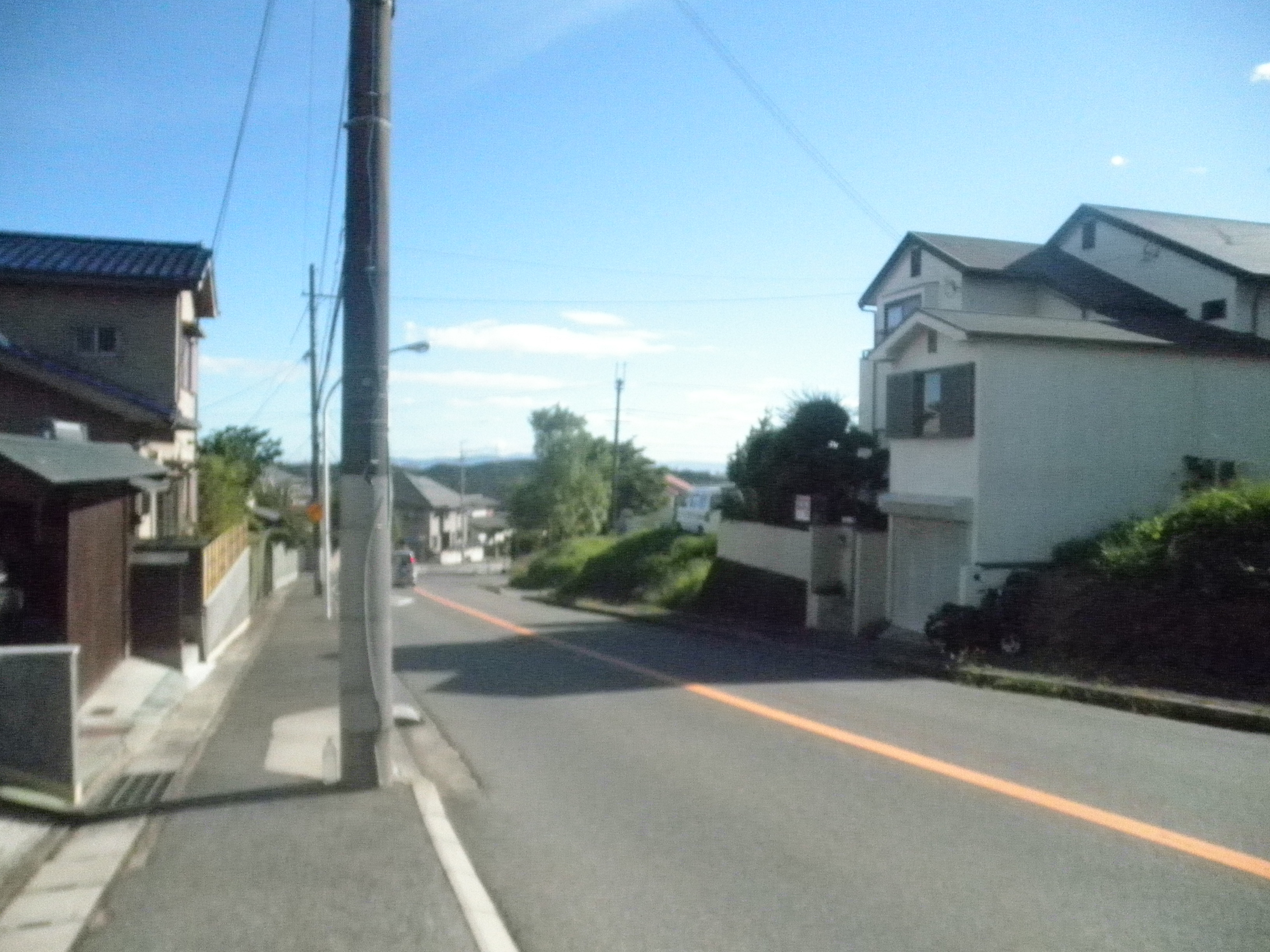
富士見が丘4丁目

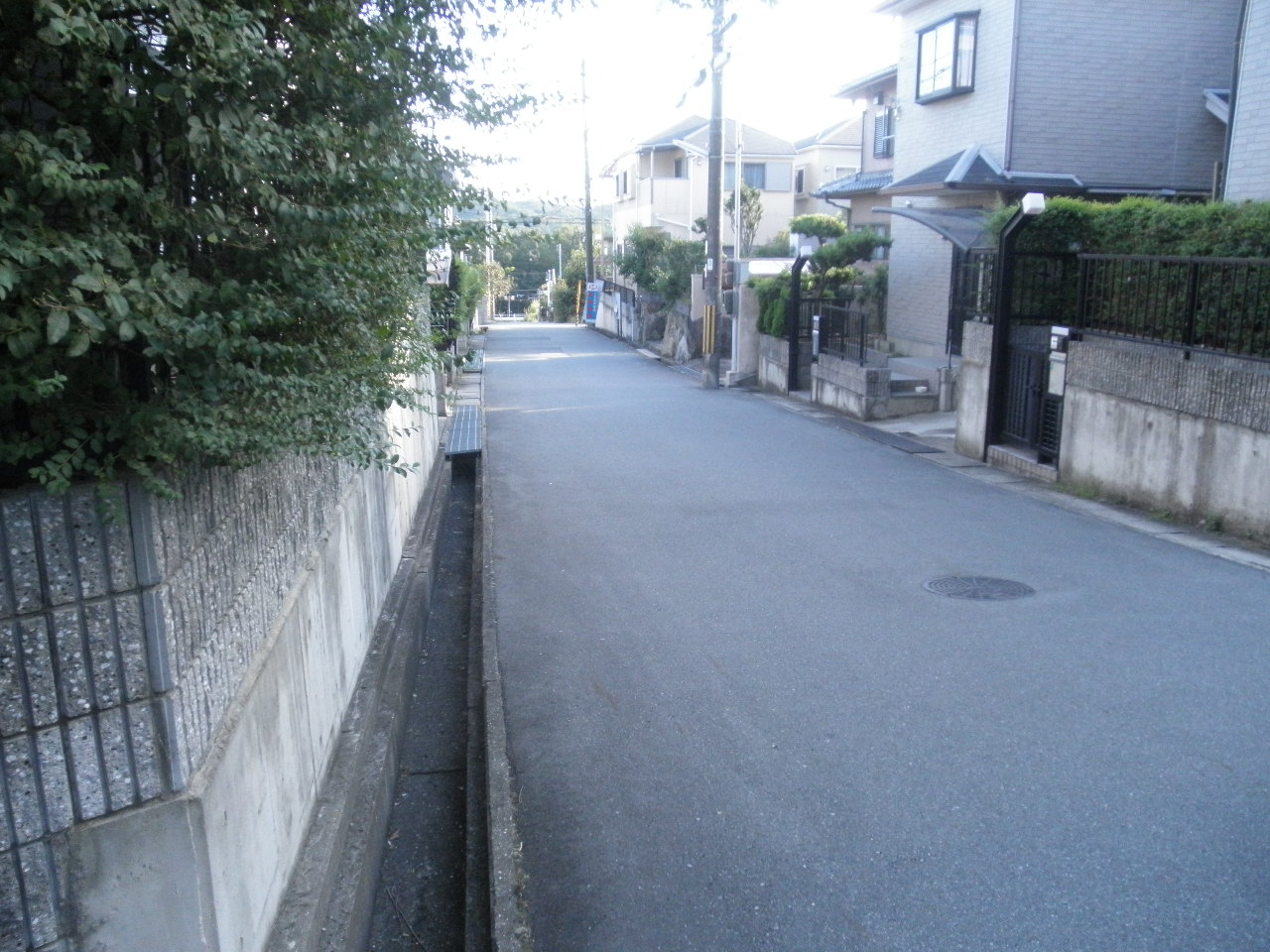
美穂が丘4丁目

1970年から1980年代にかけて開発された。
- 高雄台
- 北山台
- 富士見が丘
- 月が丘
- 美穂が丘
- 桜が丘
- 秋葉台

### 教育
中学校
- 神戸市立押部谷中学校
- 神戸市立桜が丘中学校

小学校
- 神戸市立押部谷小学校（旧・押部谷村立福住国民学校）
- 神戸市立北山小学校
- 神戸市立月が丘小学校
- 神戸市立高和小学校
- 神戸市立桜が丘小学校
- 神戸市立木津小学校（旧・押部谷村立木津国民学校）

特別支援学校
- 兵庫県立のじぎく特別支援学校

## 交通

### 道路
- 神戸淡路鳴門自動車道・山陽自動車道木見支線 神戸西インターチェンジ
- 兵庫県道22号神戸三木線
- 兵庫県道52号小部明石線
- 兵庫県道65号神戸加古川姫路線
- 兵庫県道83号平野三木線

### 鉄道
- 神戸電鉄
  - 粟生線 木津駅 - 木幡駅 - 栄駅 - 押部谷駅

### バス
- 神姫バス
  - 恵比須快速線 - 神戸複業産業団地、木幡、栄、押部谷バス停に停車する。

## 観光
- 神戸市立農業公園
- 近江寺

## 特産物
- イチゴ
- 神戸牛
- 菊